# Оскар Дуарте
О̀скар Есау̀ Дуа̀рте Гайта̀н (на испански: Óscar Esaú Duarte Gaitán) е костарикански футболист, защитник, състезател от 2013 г. на белгийския Клуб Брюж.

## Биография
Дуарте е роден в съседната държава Никарагуа. Скоро Дуарте се прехвърля в Коста Рика, където запобва да играе футбол. На 19-годишна възраст, футболистът сключва контракт с един от най-титулуваните клубове на страната, Депортиво Саприсса. В него той играе в течение на 5 години, само през 2010 г. за кратък период пременава под наем „Пунтаренас“.
През 2013 г. Дуарте се прехвърля в Европа, където сключва договор с белгийския „Брюге“.
Оскар Дуарте дебютира за националния отбор на Коста Рика през 2010 г.